# SONiKA
SONiKA（日语：ソニカ）是Zero-G以VOCALOID语音合成引擎为基础开发，于2009年7月發佈的虚拟女性歌手软件。SONiKA被稱為“模仿一個年輕女孩流行歌手聲音的虛擬歌手”；她的聲音提供者從未被公開。
曾因初次發售的角色形象不佳而在發售同年11月請印尼繪師黃俊明（raynkazuya）重新繪製角色形象。2010年七月由臺灣Ecapsule Co., Ltd (飛天膠囊數位科技有限公司) 代理發售，為第一個在台灣發售的VOCALOID軟體。有鑑於臺灣消費者對寫實畫風的接受度低並以日本動漫風格重新繪製新形象。然而接受度依舊低落，飛天膠囊數位於2011年第二次引進VOCALOID時，邀請曾設計過「Sliverlight」的擬人形象「藍澤光」的繪師shinia繪製SONiKA的四次形象。

## 人物設定
臺灣設定的身高與體重有變更
- 名字：SONiKA
- 擅長語言：英語
- 年齡：17
- 身高：167/160cm
- 體重：58/45Kg
- 喜歡的音樂類型：流行音樂

## 外部連結
- 臺灣官方網站